# Baldwin City (Kansas)
Baldwin City una ciudad ubicada en el condado de Douglas en el estado estadounidense de Kansas. En el año 2010 tenía una población de 4515 habitantes y una densidad poblacional de 806,25 personas por km².

## Geografía
Baldwin City se encuentra ubicada en las coordenadas 38°46′39″N 95°11′15″O / 38.77750, -95.18750 (38.777597, -95.187418).

## Demografía
Según la Oficina del Censo en 2000 los ingresos medios por hogar en la localidad eran de $43,269 y los ingresos medios por familia eran $51,667. Los hombres tenían unos ingresos medios de $37,111 frente a los $25,850 para las mujeres. La renta per cápita para la localidad era de $16,698. Alrededor del 7.6% de la población estaban por debajo del umbral de pobreza.